# Sargenroth

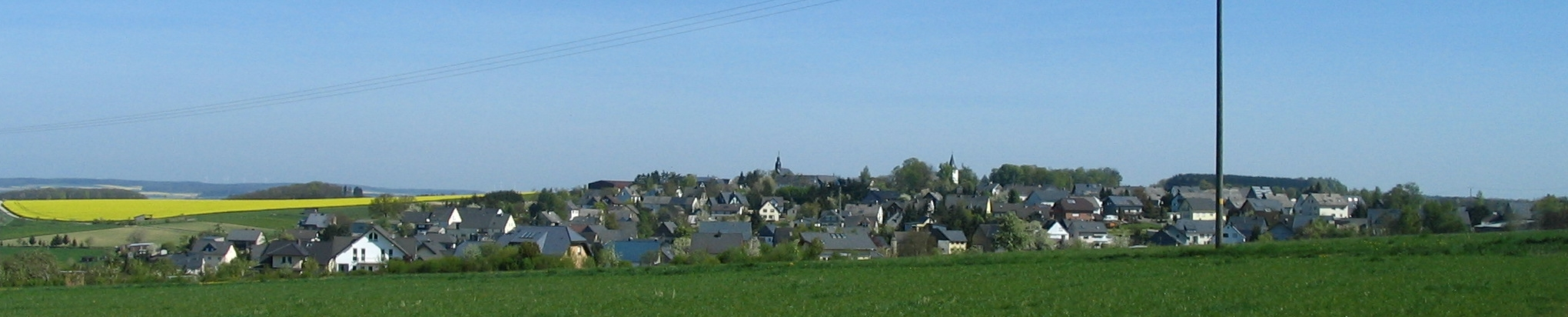
Dorfansicht von Westen

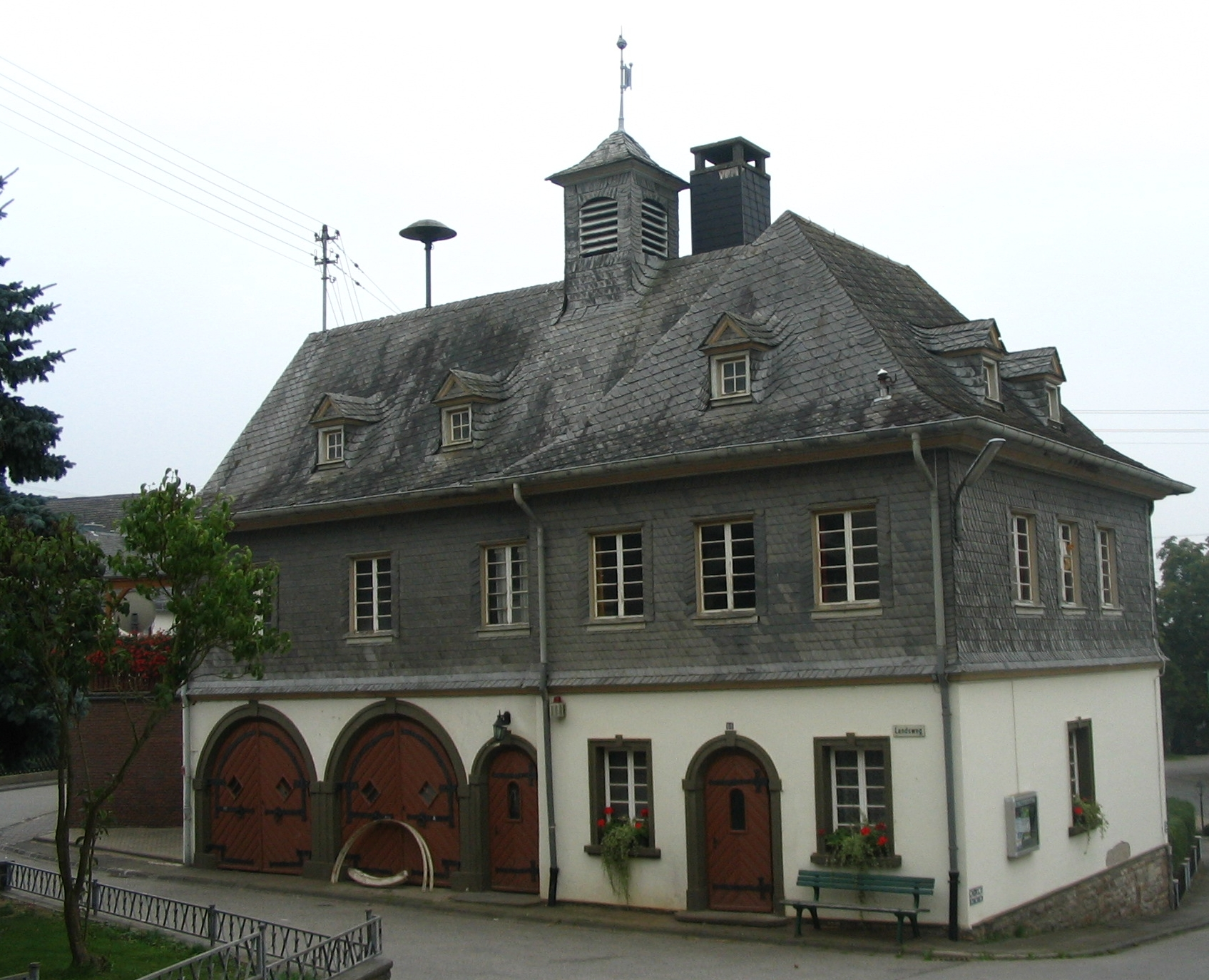
Historisches Gemeindehaus im Unterdorf
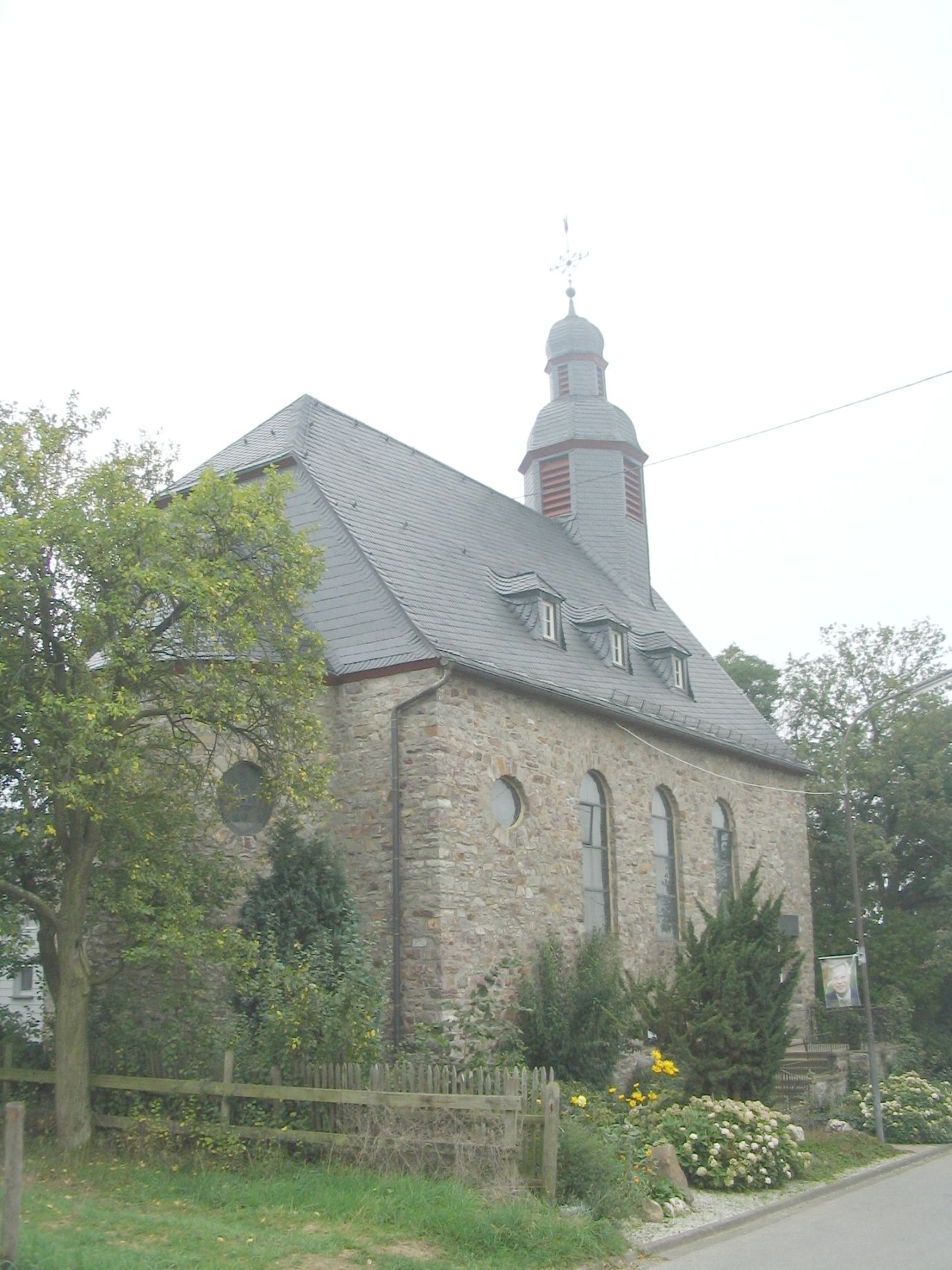
Katholische Kapelle im Oberdorf
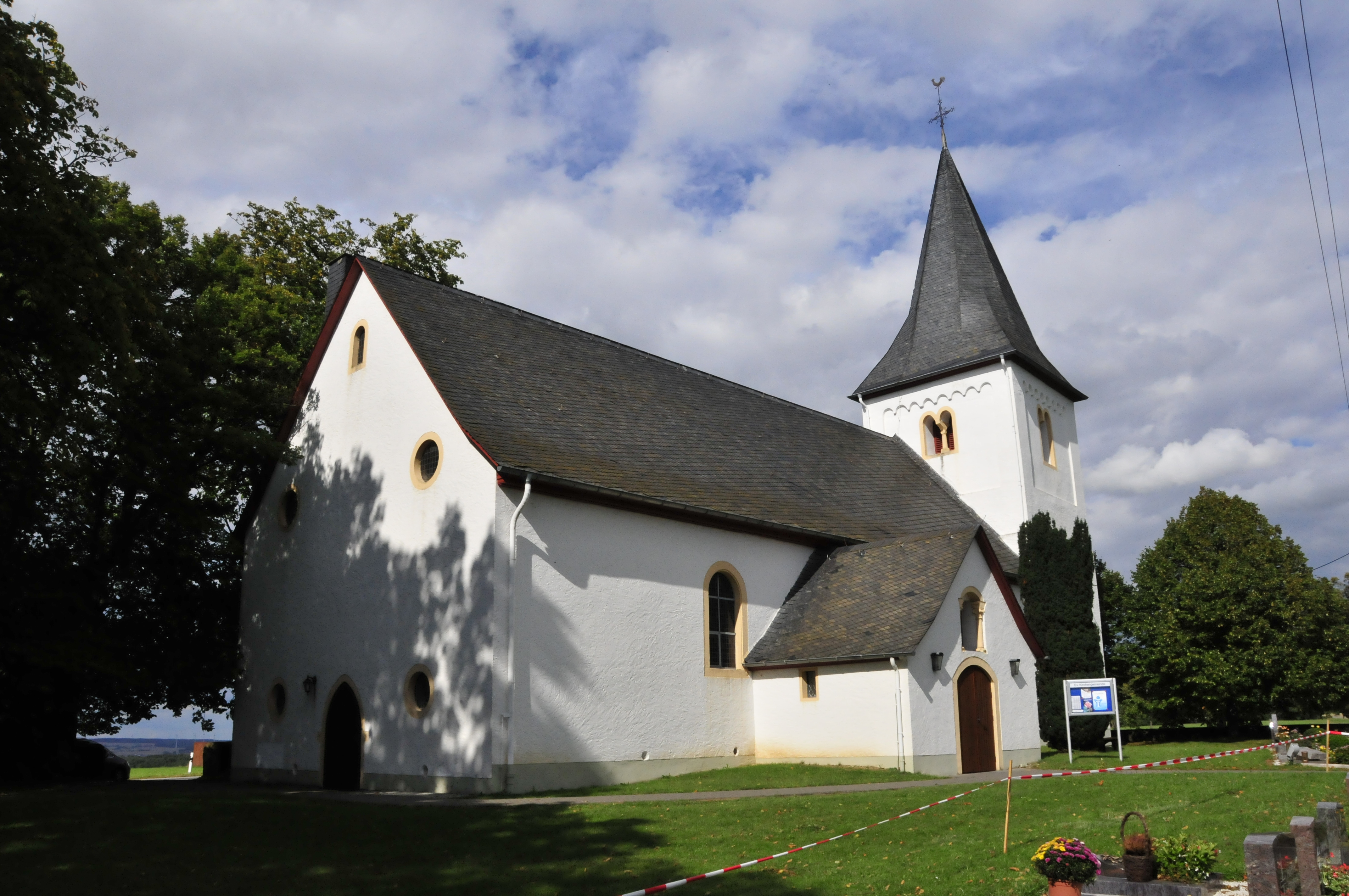
ev. Nunkirche
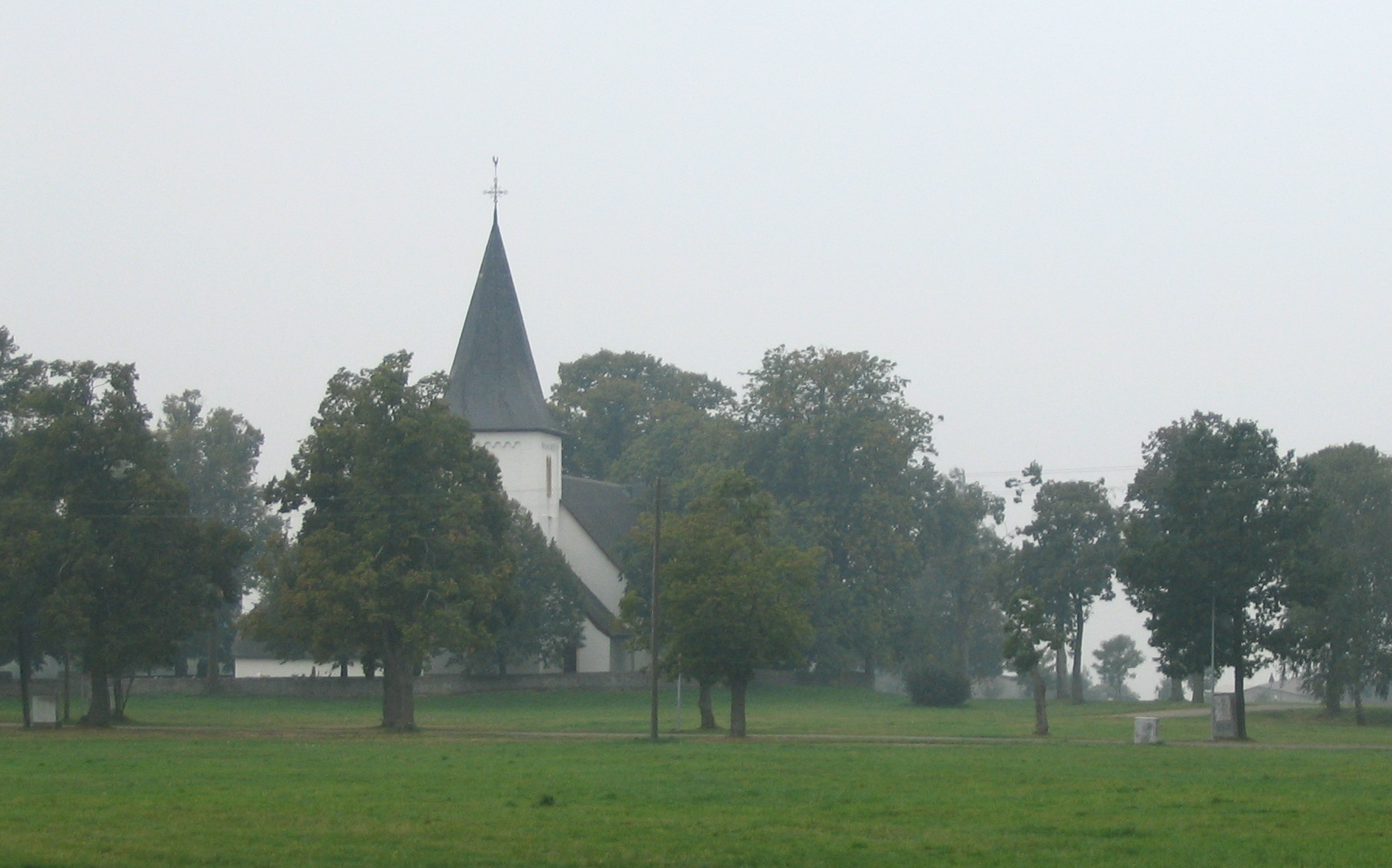
Rochusfeld mit Nunkirche bei Sargenroth
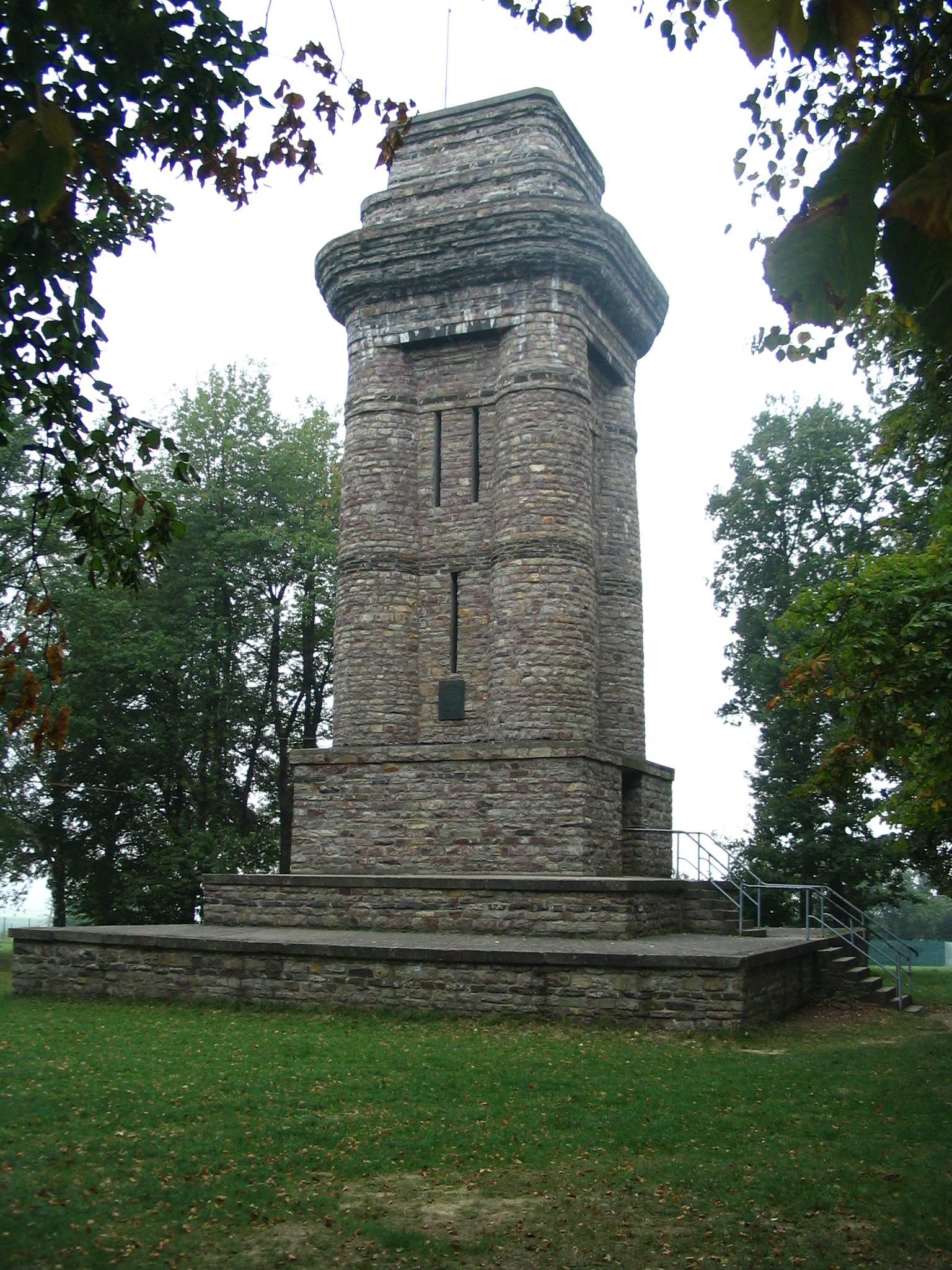
Bismarckturm östlich von Rochusfeld und Nunkirche
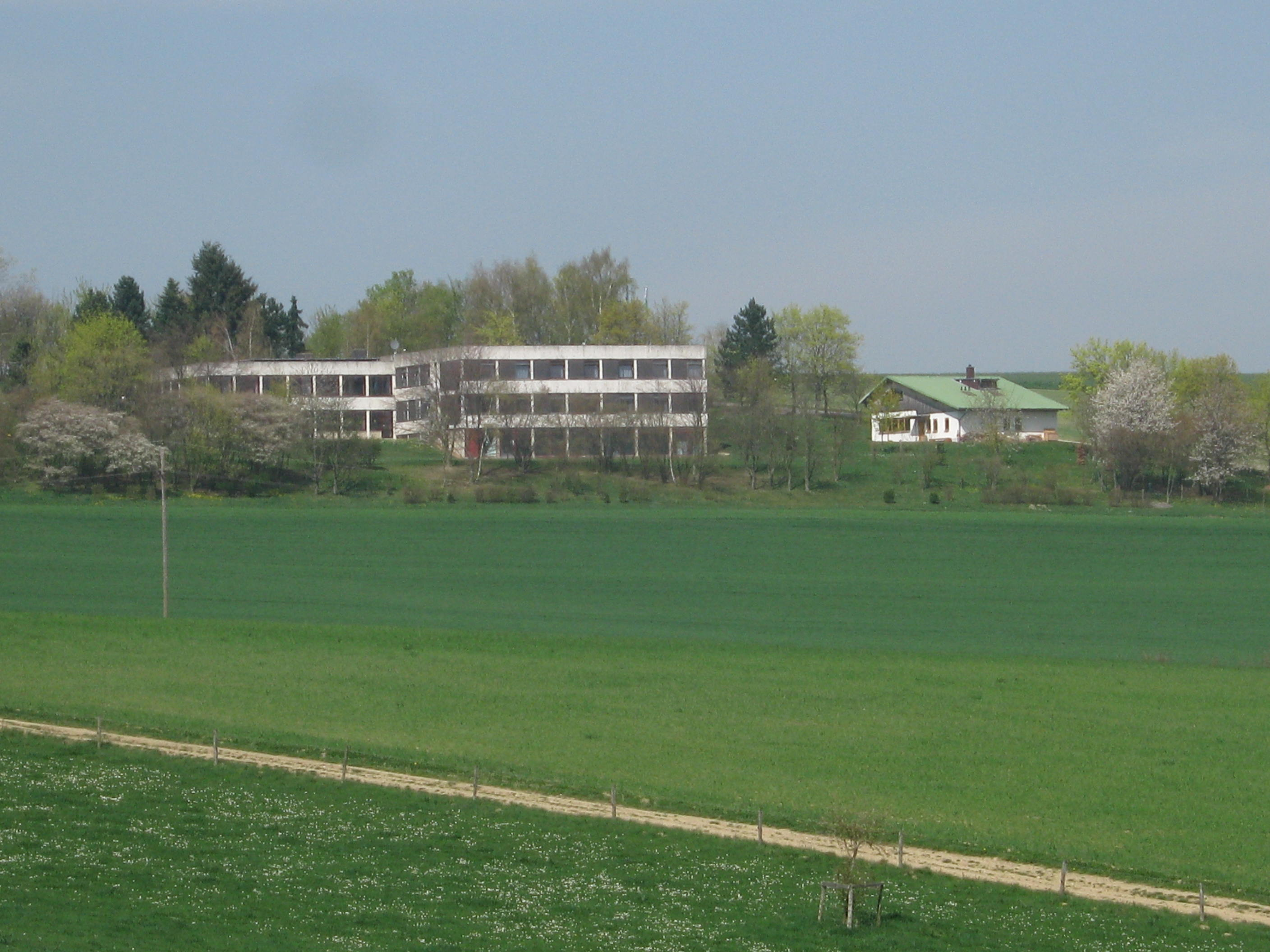
Wald-Jugendherberge Sargenroth

Sargenroth ist eine Ortsgemeinde im Rhein-Hunsrück-Kreis in Rheinland-Pfalz. Sie gehört der Verbandsgemeinde Simmern-Rheinböllen an.

## Geographie
Sargenroth liegt zentral im Hunsrück, zwischen dem Simmerbachtal und dem Soonwald. Simmern liegt etwa sechs Kilometer nördlich des Ortes. Höchste Erhebung der Ortsgemeinde ist die Wildburghöhe (629 m ü. NHN).
Zu Sargenroth gehören auch die Wohnplätze Forsthaus Ellerspring, Johanneshof und Wildburg.
| Ravengiersburg | Belgweiler                                  | Ohlweiler               |
| Mengerschied   | Kompassrose, die auf Nachbargemeinden zeigt | Holzbach und Riesweiler |
| Gemünden       | Soonwald                                    | Tiefenbach              |

## Geschichte
Der Ort gehörte im Mittelalter zum Gerichtsbezirk der Nunkirch und damit zum Propsteigebiet des Klosters Ravengiersburg. 1408 geriet der Ravengiersburger Gebietskomplex mit Sargenroth an die Pfalzgrafen und von diesen 1410 an das neu geschaffene Herzogtum Simmern, das 1566 die Reformation einführte. 1673 kam der Ort wieder an Kurpfalz. Mit der Besetzung des linken Rheinufers 1794 durch französische Revolutionstruppen wurde der Ort französisch, 1815 wurde er auf dem Wiener Kongress dem Königreich Preußen zugeordnet. Nach dem Ersten Weltkrieg zeitweise wieder französisch besetzt, ist der Ort seit 1946 Teil des damals neu gebildeten Landes Rheinland-Pfalz.

## Politik

### Bürgermeister
Benjamin Zilles wurde im Juni 2024 zum Ortsbürgermeister von Sargenroth gewählt.
Sein Vorgänger war Gerd Martin. Bei der Kommunalwahl am 26. Mai 2019 wurde er mit einem Stimmenanteil von 69,96 % in seinem Amt bestätigt.

### Wappen
| Wappen von Sargenroth | Blasonierung: „Schild durch goldene linke Schrägleiste geteilt; oben in Schwarz schreitender, goldener Löwe, unten goldener Balken in Schwarz.“                                     |
| Wappen von Sargenroth | Wappenbegründung: Der Löwe steht für Pfalz-Simmern, der Goldene Balken in Schwarz ist das Wappen der Ritter von Wildburg, die auf der gleichnamigen Burg auf Gemeindegebiet lebten. |

## Kultur und Sehenswürdigkeiten

### Bauwerke
Die historische Nunkirche und der 18 m hohe Bismarckturm eingeweiht am 31. August 1902 östlich des Dorfes, sind überregionale Sehenswürdigkeiten der Ortsgemeinde Sargenroth. Auf der Gemarkung von Sargenroth liegt die Ruine der Wildburg.
Siehe auch: Liste der Kulturdenkmäler in Sargenroth

### Regelmäßige Veranstaltungen
Auf dem mit seltenen Orchideen bewachsenen Rochusfeld zwischen Nunkirche und Bismarckturm findet der traditionelle Nunkircher Markt (Ungerischer Maard) im September statt. Am Sonntag vor dem Markt, wird das alljährliche Gau Bergfest des Turngaues Hunsrück durchgeführt.

## Tourismus
Der Schinderhannes-Soonwald-Radweg verläuft zwischen dem Ort und dem Soonwald.

## In Sargenroth geboren
- Wolfgang Wagner (* 1959), Produktionsdirektor des WDR